# لي جونغ-جونغ
لي جونغ-جونغ (هانغل: 이정용) هو لاعب كرة قدم كوري جنوبي في مركز الوسط، ولد في 6 يوليو 1982 في موكبو في كوريا الجنوبية. لعب مع أولسان هيونداي ونادي سلافن بيلوبو ونادي سونغنام.

## وصلات خارجية
- لي جونغ-جونغ على موقع دوري كوريا الجنوبية (الإنجليزية)